# Yngve Andersson
För andra betydelser, se Yngve Andersson (olika betydelser).
Erik Yngve Andersson, född 24 september 1942 i Gåxsjö församling i Jämtlands län, är en svensk idrottsledare. 2003 valdes han in i styrelsen för Svenska Friidrottsförbundet, där han valdes till ordförande i början av 2004. Den 25 oktober 2007 meddelade Yngve Andersson att han avgår som ordförande i Svenska Friidrottsförbunde i mars 2008, då han inte ställer upp ordförandevalet.